# Fire Emblem: Radiant Dawn
Fire Emblem: Radiant Dawn (ファイアーエムブレム　暁の女神 Faiā Emuburemu: Akatsuki no Megami?, lit. Emblema de Fuego: Diosa del Amanecer) es el décimo videojuego de la saga Fire Emblem, desarrollado por Intelligent Systems y publicado por Nintendo originalmente en 2007 para la consola Wii. Es el primer juego de la saga para esta plataforma, además de ser una secuela del anterior Fire Emblem: Path of Radiance de Nintendo GameCube, con el mismo estilo de escenas FMV en cel shading y jugabilidad mejorada.

## Sistema de juego
En Radiant Dawn se puede observar el mismo sistema de juego que en Fire Emblem: Path of Radiance, con algunos pequeños cambios.
El juego en total cuenta con 45 capítulos, comparado con Path of Radiance (30 capítulos, prólogo incluido), que se dividen en cuatro partes. Cada parte tiene a un personaje «líder», comparable a los personajes con categoría Lord en juegos anteriores. La líder de la primera parte es Micaiah, en la 2.ª son 4: Elincia, Nephenee, Lucia y Geoffrey. Ike es el líder en la 3.ª y en la 4.ª hay tres líderes, Micaiah, Ike y Tibarn.
El número de personajes seleccionables es de 73 en total, con 44 regresando del juego Path of Radiance y 29 nuevos adicionales. Si el juego detecta en la consola una tarjeta de memoria de GameCube con un archivo finalizado de Path of Radiance salvado, los datos pueden ser transferidos a la nueva partida. Los personajes que han estado cerca de sus máximos estatus tendrán menos bonus de estadística adicional en Radiant Dawn, al contrario de otros personajes, como Calill y Sothe, recibirán más bonificación. El rango de las armas de los personajes también será transferido, solo si estos son superiores a los datos predeterminados de Radiant Dawn. El juego también introduce el rango SS en las armas, más alto que S en juegos anteriores. Las monedas recolectadas en Path of Radiance aparecerán en la caravana de Ike durante la tercera parte.
FE:RD incluye dos tipos de soportes: los «soportes» y los «Bond». Los soportes (así llamados en los juegos anteriores) incrementan los ataques de los personajes dependiendo de la afinidad de ambos. Los personajes solo pueden tener un «soporte», y algunos soportes pueden borrarse. Los personajes con soporte solo tendrán una corta conversación al inicio de cada batalla. Los llamados soportes «Bond», que también aparecen en Path of Radiance, son entre dos personajes y siempre estarán presentes. Estos dan bonus críticos y de ataque. Los soportes de nivel «A» que son transferidos desde Path of Radiance se vuelven «Bond» en Radiant Dawn, y las conversaciones de soporte reveladas pueden leerse en el directorio cuando al juego es terminado.
Los personajes beorc (humano) pueden cambiar de clase dos veces, resultando en tres niveles/clases. La mayoría del primero y el segundo son clases habituales de Fire Emblem, como lo son los mirmidones y espadachines respectivamente. La tercera clase es la más fuerte de todas las clases; el personaje que ha llegado al tercer nivel automáticamente aprenderá la habilidad oculta, que es la última técnica de lucha aprendida. Para promover a los personajes de las primeras y segundas clases, se puede aumentar su nivel hasta el 20 y después subir uno más o bien se puede usar un sello maestro o una gran corona, utilizables a partir del nivel 10. Los personajes principales serán promovidos conforme avanza la historia.
Los laguz de Path of Radiance también regresan. Alcanzan su máximo potencial en su forma animal, pero ahora pueden defenderse aún sin transformarse, aunque son ataques débiles en ese estado. Los laguz no pueden ser promovidos, pero a cambio de eso pueden llegar al nivel 40 (en lugar 20). Ellos pueden aprender la habilidad oculta (cuando están en nivel 30) con un símbolo «Satori».
El juego presenta nuevas clases de poderes, magia negra, una nueva arma, «Strike» (ataque laguz en forma humana), entre otros nuevos ataques y habilidades. Los cuchillos, que eran una habilidad especial en Path of Radiance, ahora tienen nuevos rangos. Con el regreso de la magia negra, la segunda trinidad de magia de los juegos de Fire Emblem para Game Boy Advance ha sido agregada, la cual consiste en que la magia negra derrota a la magia ánima (viento, trueno y fuego), ánima vence a la luz, y la luz vence la obscuridad. Los laguz solo pueden usar una arma «Strike», pero pueden aumentar su grado a SS. Las habilidades especiales pueden ser quitadas o transferidas a libros (solo existen unas cuantas excepciones). Las capacidades para las habilidades de los beorc han sido cambiadas gracias al sistema de 2 «promociones», y los laguz cambian su capacidad dependiendo de su nivel, algunos pueden alcanzar el máximo de capacidad de 100.

## Argumento
Han pasado tres años desde la  guerra entre Daein y Crimea, donde los mercenarios de Greil comandados por Ike y como General de la armada de Crimea, derrocan al Rey loco de Daein, Ashnard. Ambos reinos Daein y Crimea están restableciéndose después de la guerra. Daein es reinado por Begnion, y solo después de que Crimea renunció a reinar sobre el territorio vencido, los ciudadanos de Daein son reprendidos por la armada establecida de Begnion. En la primera de las cuatro partes del juego, un grupo de ladrones, que incluye a una chica que prevé el futuro -Micaiah-, pelean contra la opresión en contra de Begnion en un atentado para liberar a este mismo y establecer el poder de nuevo a la familia real.
Los esfuerzos de la «Brigada del Alba» son solo el comienzo para un mayor conflicto. En la segunda parte, la reina de Crimea, Elincia, pelea en contra de una conspiración de nobles, que planean destituirla, debido a que ésta desea restablecer lazos de amistad con Daein. La siguiente parte, tercera, muestra a los Mercenarios de Greil ayudando al ejército laguz cuando van en contra del Imperio de Begnion, ya que éstos han estado actuando bélicamente atacando otras regiones y sometiéndolas, como el caso de Crimea. Daein se une a Begnion debido a que el joven Rey Pelleas firmó un pacto de sangre por lo que Micaiah y la Brigada del Alba se enfrentan a los Mercenarios de Greil. Las consecuencias de esta guerra, contada en las tres primeras partes, pueden observarse en la cuarta y última sección, donde la Brigada del Alba y los Mercenarios de Greil unen fuerzas para acabar con esta larga guerra.

## Personajes
Radiant Dawn muestra en parte la misma jugabilidad de Path of Radiance incluyendo a los personajes seleccionables (con excepción de Largo), así como también nuevos personajes del continente de Tellius dentro del universo de Fire Emblem.
Los personajes seleccionables son (orden alfabético):
Aran, Astrid, Bastian, Boyd, Brom, Caballero Negro, Caineghis, Calill, Edward, Elincia, Ena, Fiona, Gareth, Gatrie, Geoffrey, Giffca, Haar, Heather, Ike, Ilyana, Jannaff, Jill, Kieran, Kurthnaga, Kyza, Laura, Leanne, Lehran, Leonardo, Lethe, Lucia, Lyre, Marcia, Makalov, Meg, Mia, Micaiah, Mist, Mordecai, Muarim, Danved, Naesala, Nailah, Nasir, Nealuchi, Nephenee, Nolan, Oliver, Oscar, Pelleas, Rafiel, Ranulf, Renning, Reyson, Rhys, Rolf, Sanaki, Sigrun, Shinon, Skrimir, Soren, Sothe, Stefan, Tanith, Tauroneo, Titania, Tibarn, Tormod, Ulki, Vika, Volug, Volke y Zihark.
De estos 73, en la primera partida solo se pueden reclutar 70, y desde la segunda partida en adelante si se cumplen ciertos requisitos se pueden reclutar a 72 (se pueden unir Pelleas y Lehran). El Caballero Negro no se puede usar al final.